# Liens de parenté entre les Estouteville et les Valois
Voir l'article Guillaume d'Estouteville (apr. 1400-1483), cardinal (en 1439), abbé du mont Saint-Michel (de 1444 à 1483), abbé de Saint-Ouen de Rouen et de Montebourg et archevêque de Rouen (de 1453 à 1483), légat du pape en 1452 et à ce titre coresponsable de l'enquête ecclésiastique préliminaire au procès de nullité de la condamnation de Jeanne d'Arc puis, en 1455-1456, hôte du procès lui-même en son archevêché de Rouen.
Voir aussi l'article : Liens de parenté entre les Estouteville et les Plantagenêt.

## Parenté avec les Valois
Descendants au 4e degré de Charles de Valois (1270-1325), Louis et Guillaume étaient tous deux relativement proches parents, à des degrés divers, de plusieurs protagonistes de la Guerre de Cent Ans, liés de près ou de loin à l'épopée de Jeanne d'Arc :
- les rois de France Charles VII (et son fils Louis XI),
- le duc de Bourgogne Philippe le Bon (et son fils Charles le Téméraire),
- le roi d'Angleterre Henri VI (fils d'Henri V ci-dessous),
- le duc d'Alençon Jean II dit « le Beau Duc »,
- le prince-poète Charles d'Orléans (1394-1465), duc d'Orléans, prisonnier des Anglais de 1415 à 1440,
- et son demi-frère Jean d'Orléans, comte de Dunois dit « le Bâtard d'Orléans ».

```
Charles de Valois (1270-1325)

entre autres comte de Valois et comte d'Alençon
x 12909: 
Marguerite d'Anjou
 (1273-1299)
│
├──> 
Philippe VI le Fortuné
 (1293-1350)
│    roi de France (1328-1350)
│    x 13131: 
Jeanne de Bourgogne
 (v. 1293-1349)
│    │
│    └──> 
Jean II le Bon
 (1319-1364)
│         roi de France (1350-1364)
│         x 13323: 
Bonne de Luxembourg
 (1315-1349)
│         │
│         ├──> 
Charles V le Sage
 (1335-1380)
│         │    roi de France (1364-1380)
│         │    x 13505: 
Jeanne de Bourbon
 (1338-1378)
│         │    │
│         │    ├──>  
Charles VI le Bien-Aimé
 (1368-1422)
│         │    │    roi de France (1380-1422)
│         │    │    x 13858: 
Isabeau de Bavière
 (1371-1435)
│         │    │    │
│         │    │    ├──> 
Catherine de France
 (1401-1437)
│         │    │    │    │
│         │    │    │    x 14202: 
Henri V d'Angleterre
 (1387-1422)
│         │    │    │    │
│         │    │    │    ├──> 
Henri VI d'Angleterre
 (1421-1471)
│         │    │    │    │    roi d'Angleterre (1422-1471)
│         │    │    │    │    proclamé roi de France en 1422 et couronné à Paris en 1431
│         │    │    │    │
│         │    │    │    x v. 14291: 
Owen Tudor
 (v. 1400-1461)
│         │    │    │    │
│         │    │    │    └──> souche de la dynastie des Tudor
│         │    │    │
│         │    │    └──> 
Charles VII le Victorieux
 (1403-1461)
│         │    │         roi de France (1422-1461), sacré à Reims en 
1429

│         │    │         x 14222: 
Marie d'Anjou
 (1404-1463)
│         │    │         │
│         │    │         └──> 
Louis XI
 (1423-1483)
│         │    │              roi de France (1461-1483)
│         │    │
│         │    └──> 
Louis d'Orléans
 (1372-1407)
│         │         duc d'Orléans (1392-1407)
│         │         │
│         │         x 13893: 
Valentine Visconti
 (1368-1408)
│         │         │
│         │         ├──> 
Charles d'Orléans
 (1394-1465) dit « le Prince poète »
│         │         │    duc d'Orléans (1407-1465)
│         │         │    prisonnier des Anglais de 1415 à 1440
│         │         │
│         │         x relation illégitime avec Yolande d'Enghien (dates non connues)
│         │         │
│         │         └──> 
Jean d'Orléans, comte de Dunois
 (1402-1468)
│         │              comte de Dunois (1439-1468) et comte de LOngueville (1443-1468)
│         │              administrateur du duché d'Orléans pendant la captivité de son demi-frère
│         │              fidèle soutien de 
Jeanne d'Arc
 * relation illégitime avec Anne Malet de Graville (dates non connues)
[
2
]
  │
│                              └──> 
Philipus "Nolasque"
, patricien de Nola, ancêtre des Nolasco
│         │
│         └──> 
Philippe le Hardi
 (1342-1404)
│              duc de Bourgogne (1363-1404)
│              x 13696: 
Marguerite III de Flandre
 (1350-1405)
│              │
│              └──> 
Jean sans Peur
 (1371-1419)
│                   duc de Bourgogne (1404-1419)
│                   x 13858: 
Marguerite de Bavière
 (1363-1423)
│                   │
│                   └──> 
Philippe le Bon
 (1396-1467)
│                        duc de Bourgogne (1419-1467)
│                        x 14303: 
Isabelle de Portugal
 (1397-1471)
│                        │
│                        └──> 
Charles le Téméraire
 (1433-1477)
│                             comte de Charolais puis duc de Bourgogne (1467-1477)
│
├──> 
Charles II d'Alençon
 (v. 1297-1346)
│    comte d'Alençon (1325-1346)
│    x 1336 María de la Cerda (v. 1319-1375)
│    │
│    └──> 
Pierre II d'Alençon
 (mort en 1404)
│         comte d'Alençon (1367-1404)
│         x 13717: Marie de Beaumont (morte en 1425)
│         │
│         └──> 
Jean 
I
er
 d'Alençon
 (1385-1415)
│              comte d'Alençon (1404-1415) puis duc d'Alençon (1415)
│              x 13969: 
Marie de Bretagne
 (1391-1446)
│              │
│              └──> 
Jean II d'Alençon
 (1409-1476), dit « le Beau Duc »
│                   duc d'Alençon (1415-1476)
│                   fidèle soutien de 
Jeanne d'Arc

│
x 13080: 
Mahaut de Châtillon
 (1293-1358)
│
└──> 
Isabelle de Valois
 (1313-1383)
     x 13366: 
Pierre 
I
er
 de Bourbon
 (v. 1311-1356)
     │
     └──> 
Marguerite d'Harcourt
 (fille de Jean VI d'Harcourt et Catherine de Bourbon (fille des ci-dessus Pierre Ier de Bourbon et Isabelle de Valois)
               x v. 13966: 
Jean d'Estouteville
 (1378-1435)
               │
               ├──> 
Louis d'Estouteville
 (1400-1464)
               │
               └──> 
Guillaume d'Estouteville
 (apr. 1400-1483)
```